# إحصار حزيمي ثنائي

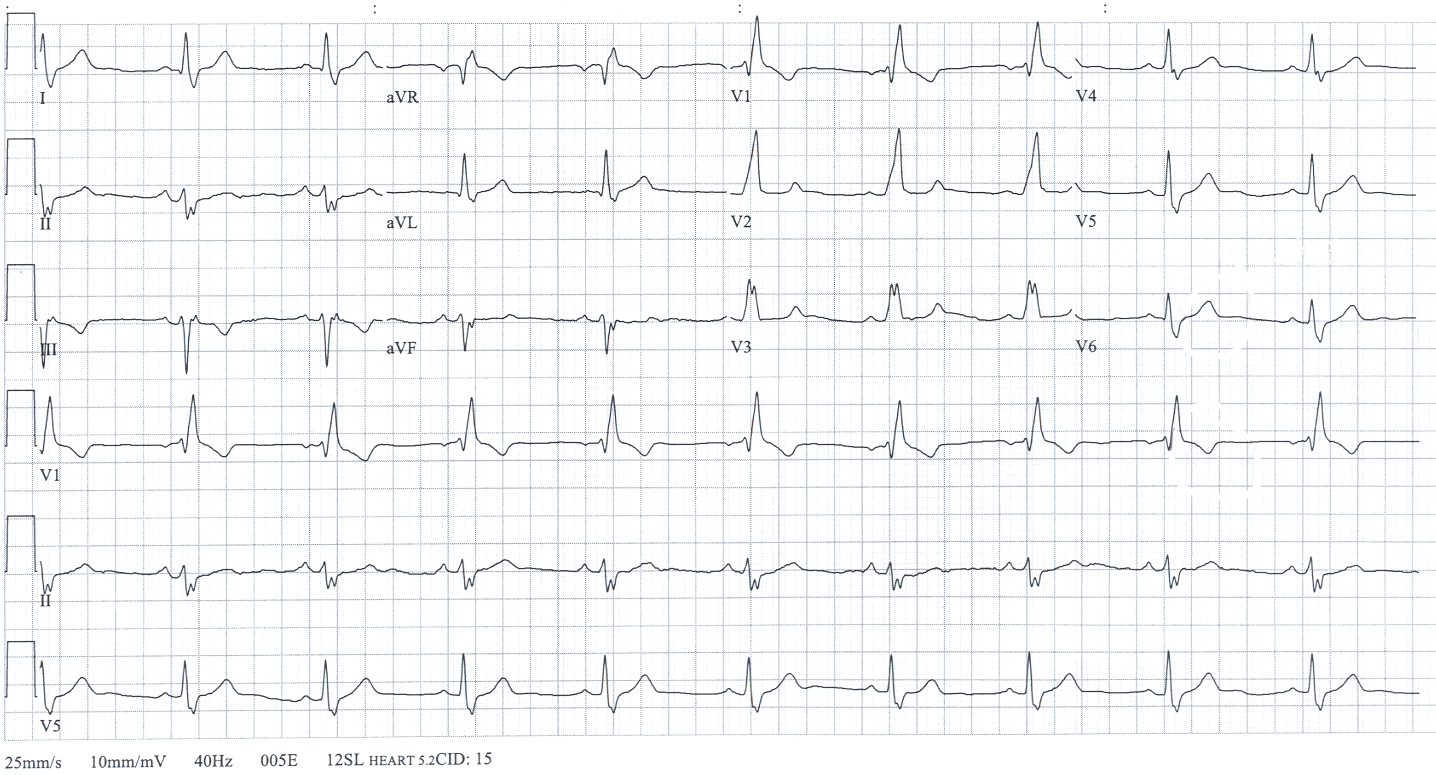

الإحصار الحزيمي الثنائي (بالإنجليزية: Bifascicular block)‏ هو شذوذ في نظام التوصيل الكهربائي للقلب، يحدث فيه  إحصار (حجب) اثنين من أصل ثلاث حزيمات رئيسية في نظام التوصيل بين حزمة هيس وألياف بيركنجي.
غالبا ما يُشير الإحصار الحزيمي الثنائي إلى اجتماع إحصار فرع الحزمة الأيمن بأي من الإحصار الحزيمي الأمامي الأيسر وهو الأكثير شيوعا، أو  الإحصار الحزيمي الخلفي الأيسر.
يرى بعض الكتاب أن إحصار فرع الحزمة الأيسر يُعتبر (بشكل تقني) إحصار ثنائي الحزيمة، وذلك لأن الإحصار فيه يحدث فوق مستوى التشعب لحزيمتين، أمامية وخلفية.